# Tri Tôn (thị trấn)
Tri Tôn is een thị trấn in Vietnam en is de hoofdplaats van het district Tri Tôn in de provincie An Giang. Tri Tôn ligt in de Mekong-delta, een van de regio's waarin Vietnam is onderverdeeld.